# I’m Not Your Girl
I’m Not Your Girl – singel z albumu amerykańskiej piosenkarki i aktorki Lalaine, Haunted. Singel wydany 2 sierpnia 2005 roku. Nakręcono do niego teledysk.

## Singel zawiera
1. "I’m Not Your Girl" - 3:12
2. "Did You Hear About Us" - 3:09